# Eilís Dillon

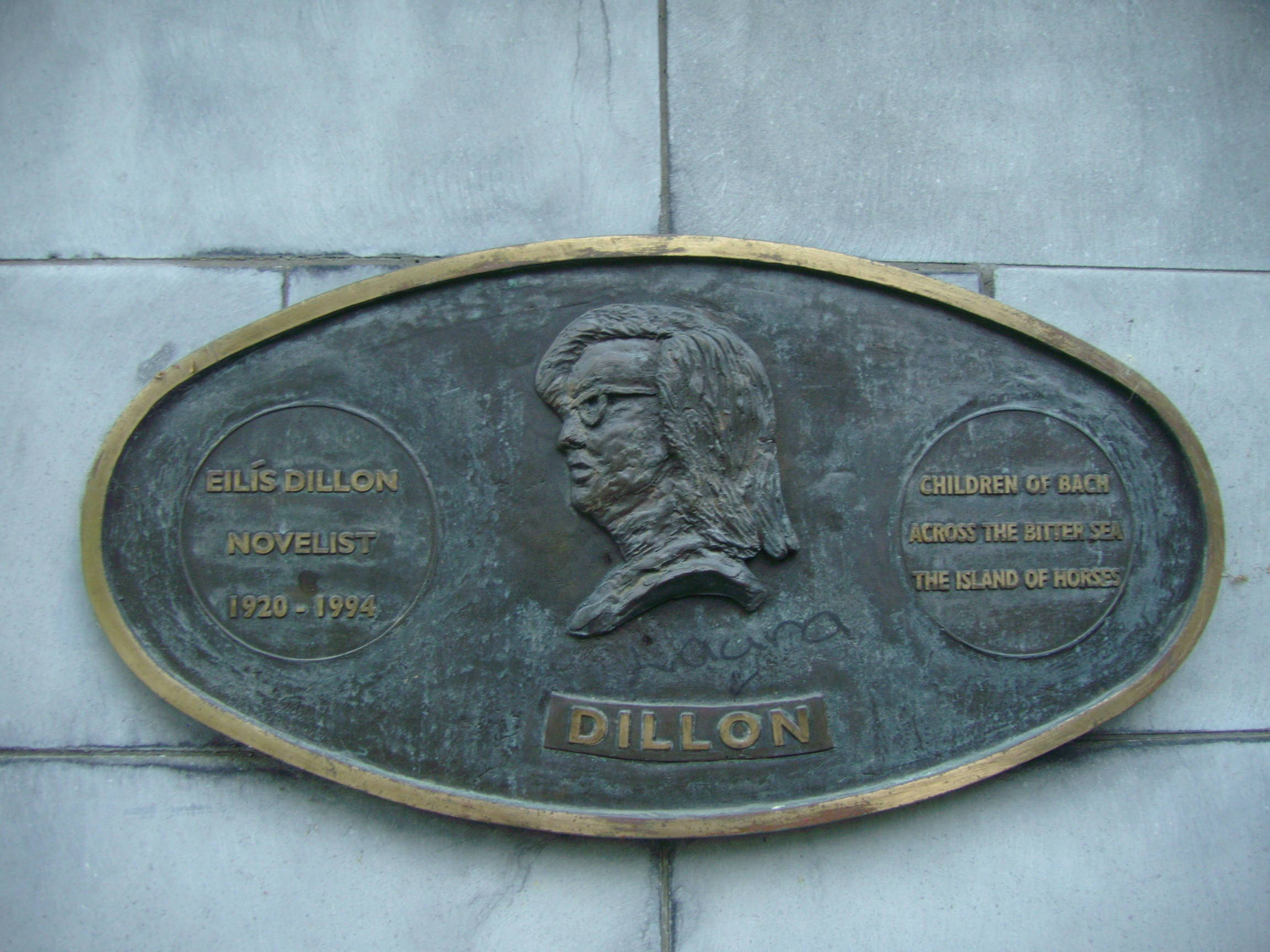
Erinnerungstafel im Saint Patrick’s Park, Dublin

Eilís Dillon (* 7. März 1920 in Galway; † 19. Juli 1994) war eine irische Schriftstellerin. Sie schuf Gedichte, Erzählungen, Kinder- und Jugendbücher sowie Romane und Kriminalgeschichten.

## Leben
Eilís Dillon war eine Tochter des Chemieprofessors Thomas Dillon und seiner Frau Geraldine und war eine Nichte des Dichters Joseph Mary Plunkett. Dillon heiratete 1940 und war Mutter dreier Kinder. Sie leitete ein Heim für Studenten und verfasste Gedichte, Erzählungen und Romane. Insgesamt schuf sie etwa 50 Bücher, von denen die ersten auf Irisch verfasst waren. Ihr Werk wurde in 14 Sprachen übersetzt. Bekannt ist etwa ihr Jugendbuch Im Schatten des Vesuv, das zur Zeit des Vesuvausbruchs 79 n. Chr. spielt.
Nach Eilís Dillon ist der Eilís Dillon Award benannt, der jährlich im Rahmen der Bisto Book of the Year Awards vergeben wird.

## Werke (Auswahl)
In deutscher Sprache
- Die geheimnisvolle Insel. Schaffstein, Köln 1954.
- Unter Mordverdacht. Desch, München 1959.
- Die singende Höhle. Schaffstein, Köln 1962.
- Die Insel der Pferde. Herder, Freiburg i. Br. 1964;  8. Auflage Dtv, München 1996, ISBN 3-423-70142-0.
- Die Insel des großen John. Herder, Freiburg i. Br. 1966, 3. Auflage 1970.
- Die Henebrys. Herder, Freiburg i. Br. 1966.
- Sechs Kinder suchen ein Pony. Ueberreuter, Wien 1966.
- Die schwarzen Füchse. Herder, Freiburg i. Br. 1967; Maier, Ravensburg 1978, ISBN 3-473-39469-6.
- Die Irrfahrt der Santa Maria. Herder, Freiburg i. Br. 1968.
- Die Springflut. Herder, Freiburg i. Br. 1969.
- Seehunde SOS. Herder, Freiburg i. Br. 1970.
- Peter, der Kundschafter. Abenteuerliche Sommerferien an der irischen Küste. Herder, Freiburg i. Br. 1972, ISBN 3-451-16345-4.
- Die Hirsche des Mr. Joyce. Verlag Neues Leben, Berlin 1972.
- Uns bleibt nur, die Namen zu flüstern. Wunderlich, Tübingen 1977, ISBN 3-8052-0246-6.
- Das Haus an der Küste. Herder, Freiburg i. Br. 1977; 2. Auflage 1979, ISBN 3-451-17587-8.
- Blutsbande. Wunderlich, Tübingen 1978, ISBN 3-8052-0301-2.
- Im Schatten des Vesuv. Herder, Freiburg i. Br. 1980; 11. Auflage Dtv, München 1995, ISBN 3-423-07497-3.
- Man nannte sie Wildgänse. Wunderlich, Tübingen 1982, ISBN 3-8052-0365-9.
- Die verborgene Insel. Arena, Würzburg 1987, ISBN 3-401-04228-9.